# Émilie Jeannot
Pour les articles homonymes, voir Jeannot.
Émilie Jeannot née le 26 février 1985, est une cycliste française, championne d'Europe du 500 mètres juniors en 2003.

## Palmarès sur piste

### Championnats continentaux et internationaux
- 2002
  - 2e  du championnat du monde du 500 mètres juniors
  - 6e  du championnat du monde de la vitesse juniors
- 2003
  -  Championne d'Europe du 500 mètres juniors
  - 3e  du championnat du monde du 500 mètres juniors
  - 3e du championne d'Europe du scratch juniors
  - 3e  du championne d'Europe de vitesse juniors
  - 4e du championnat du monde de la vitesse juniors
  - 5e du championnat du monde du keirin juniors
- 2004
  - 4e' du championnat d'Europe du 500 mètres espoirs
  - 5e du championnat d'Europe de vitesse espoirs
- 2005
  - 5e  du championnat d'Europe du scratch espoirs
  - 7e  du championnat d'Europe du 500 mètres espoirs
  - 8e du championnat d'Europe de keirin espoirs
  - 10e du championnat d'Europe de vitesse espoirs

### Championnats nationaux
- 2004
  - 3e de la vitesse
- 2005
  - 3e du 500 mètres
  - 3e de la vitesse
- 2006
  - 2e du 500 mètres
  - 2e de la vitesse